# Ditrău
Ditrău (in ungherese Ditró) è un comune della Romania di 5 806 abitanti, ubicato nel distretto di Harghita, nella regione storica della Transilvania.
Il comune è formato dall'unione di 3 villaggi: Ditrău, Jolotca, Țengheler.
La maggioranza della popolazione (oltre il 98%) è di etnia Székely.